# Lazar (Švec)
Lazar (světským jménem: Rostyslav Pylypovyč Švec; * 22. dubna 1939, Komaryn) je ukrajinský pravoslavný duchovní Ruské pravoslavné církve, arcibiskup a emeritní metropolita simferopolský a krymský.

## Život
Narodil se 22. dubna 1939 ve vesnici Komaryn.v Kremeneckém rajónu Ternopilské oblasti.
V 15 letech se stal poslušníkem Skity Svatého Ducha v Počajivské lávře. Poté byl poslušníkem v monastýru Zesnutí přesvaté Bohorodice v Žyrovicy v Bělorusku.
Roku 1957 nastoupil na Minský duchovní seminář.
V letech 1958-1961 sloužil v řadách Sovětské armády.
Po návratu z vojny nastoupil na Oděský duchovní seminář,.který dokončil roku 1964. Poté pokračoval ve studiu na Leningradské duchovní akademii, kde roku 1968 získal titul kandidáta bohosloví.
V letech 1968-1971 absolvoval postgraduální studium na Moskevské duchovní akademii a začal pracovat v Oddělení pro vnější církevní vztahy Moskevského patriarchátu.
Dne 5. března 1971 byl rukopoložen na diákona a 12. března na jereje. Začal sloužit v Pokrovském ženském monastýru a v soboru svatého Vladimíra v Kyjevě.
Dne 25. července 1975 byl převeden do kléru argentinské eparchie a stal se sekretářem arcibiskupa argentinského a jihoamerického Platona (Udovenka).
Roku 1978 byl povýšen na protojereje.
Dne 1. dubna 1980 byl v Počajivské lávře postřižen na monacha se jménem Lazar a 7. dubna byl povýšen na archimandritu. ve stejném období byl zvolen novým biskupem argentinským a patriarchálním exarchou Střední a Jižní Ameriky.
Dne 18. dubna 1980 proběhla v Kyjevě jeho biskupská chirotonie.
Dne 20. června 1985 byl povýšen na arcibiskupa.
Od června do října 1985 byl dočasným správcem ivano-frankivské eparchie.
Dne 10. dubna 1989 byl ustanoven na ternopilskou biskupskou katedru.
Dne 11. února 1991 se stal arcibiskupem oděským a chersonským.
Dne 27. července 1992 byl Synodem Ukrajinské pravoslavné církve ustanoven arcibiskupem simferopolským a krymským.
Dne 25. listopadu 2000 byl povýšen na metropolitu.
Dne 6. května 2012 byl metropolitou kyjevským a celé Ukrajiny Volodymyrem (Sabodanem) vyznamenán právem nosit druhou panagii.
Dne 8. května 2012 byl Synodem Ukrajinské pravoslavné církve zařazen jako stálý člen Synodu.
Dne 7. června 2022 byla rozhodnutím Svatého synodu Ruské pravoslavné církve přijata simferopolská eparchie do přímé kanonické podřízenosti moskevského patriarchy a Svatého synodu. Stejného dny vznikla metropole krymská a metropolita Lazar se stal její hlavou.
Dne 24. ledna 2023 byl v rámci Ruské invaze na Ukrajinu zařazen na sankční seznam Ukrajiny s blokováním majetku, omezením obchodních operací, blokováním stažení kapitálu ze země a odebráním státních vyznamenání Ukrajiny.
Dne 11. října 2023 byl Svatým synodem penzionován.

## Řády a vyznamenání

### Světské vyznamenání
- Sovětský svaz Řád přátelství mezi národy (3. června 1988)
- Ukrajina Řád za zásluhy III. třídy (1998)
- Ukrajina Řád za zásluhy II. třídy (2000)
- AR Krym Cena Autonomní republiky Krym (2000)
- Ukrajina Řád za zásluhy I. třídy (2002)
- Ukrajina Čestný diplom Parlamentu Ukrajiny (2004)
- Ukrajina Řád k 10. výročí založení Ministerstva pro spravedlnost (2008)
- Ukrajina Řád knížete Jaroslava Moudrého V. třídy (21. dubna 2009)
- Rusko Řád přátelství (23. dubna 2009)
- AR Krym Čestný občan Simferopolu (2009)
- AR Krym Čestný Krymec (2009)
- Ukrajina Čestný odznak a diplom prezidenta republiky a autonomní republiky Krym (2012)
- AR Krym Čestný odznak Autonomní republiky Krym Za věrnost službě (2012)
- Ukrajina Řád knížete Jaroslava Moudrého IV. třídy (22. ledna 2013)
- AR Krym Medaile za statečnou práci (2015)
- AR Krym Řád Státní rady republiky Krym (2021)
- Argentina Medaile San Martino
- Sovětský svaz Diplom velvyslanectví SSSR v Argentině

### Církevní vyznamenání
- 1998 – Řád svatého knížete Vladimíra II. třídy
- 2000 – Jubilejní patriarchální diplom k 2000. výročí narození Ježíše Krista
- 2006 – Řád přepodobného Serafima Sarovského II. třídy
- 2012 – Právo nosit druhou panagii
- 2012 – Řád svatého Luky Krymského (Ukrajinská pravoslavná církev
- 2014 – Řád přepodobného Serafima Sarovského I. třídy
- 2014 – Odznak primase Ukrajinské pravoslavné církve
- 2016 – Řád svatého divotvorce šanghajského a sanfranciského Ioanna II. třídy (Eparchie sanfranciská a západoamerická – Ruská pravoslavná církev v zahraničí)
- 2018 – Medaile svaté velikomučednice Anastasie
- 2019 – Řád svatého Innokentija Moskevského I. třídy
- 2022 – Řád blahověrného knížete Alexandra Něvského I. třídy
- Řád přepodobného Sergija Radoněžského III. třídy
- Řád přepodobného Sergija Radoněžského II. třídy
- Řád přepodobných Antonija a Feodosija Kyjevskopečerských